# Klaus Giercke
Klaus Giercke (* 18. Juli 1931 in Plau am See) ist ein deutscher Psychiater und Neurologe. Er war Professor an der Universität Rostock und Leiter der Bezirksnervenklinik Schwerin.

## Leben
Nach dem Abitur 1951 in Rostock studierte er bis 1957 Humanmedizin in Rostock, promovierte dort 1957; er absolvierte bis 1959 seine Pflichtassistenz in Rostock sowie bis 1969 die Facharztausbildung in Psychiatrie und Neurologie. Seit 1962 war er Oberarzt an der Neurologischen Klinik, 1969 Hochschuldozent. 1967 erfolgte die Habilitation. Gleichzeitig wurde er der Direktor der Bezirksnervenklinik Schwerin. Von 1977 bis 1990 lehrte er als Honorardozent für Psychiatrie und Neurologie, ab 1982 als Honorarprofessor für Psychiatrie und Neurologie an der Akademie für Ärztliche Fortbildung der DDR. 1988 wurde er nach Herzinfarkt berufsinvalide. Ab 1977 war er bis 1979 Sekretär, dann Vorstandsmitglied der Gesellschaft für Psychiatrie der Nordbezirke, ab 1986 Vorsitzender, der zentralen Fachkommission Psychiatrie und Neurologie der DDR und 1986 wurde er in die Problemkommission Neurologie und Psychiatrie der DDR berufen. 1972 wurde er zum Medizinalrat ernannt, 1979 zum Obermedizinalrat und 1990 erhielt er die Karl-Bonhoeffer-Medaille der Gesellschaft für Psychiatrie und Neurologie der DDR.

## Veröffentlichungen
- Vergleichende Kontrastmitteluntersuchungen bei neurologisch nachweisbaren Prozessen im Spinalkanal : Unter besonderer Berücksichtigung der caudalen Abschnitte; Habilitation, Rostock, 1967
- Die Mamma in der Frühpubertät : Rekonstruktion eines Brustdrüsenläppchens bei einem 10 Tage alten Mädchen, Dissertation, 1956